# Linia kolejowa nr 488
Linia kolejowa nr 488 – niezelektryfikowana, jednotorowa linia kolejowa łącząca stację Medzilaborce z przejściem granicznym Łupków-Palota.
Linia stanowi fragment linii kolejowej Łupków PL – Medzilaborce – Michaľany oraz jest styczna do linii kolejowej Nowy Zagórz – Łupków.